# 望洲办事处
望洲办事处是中国湖南省常德市西洞庭管理区曾下辖的一个类似乡级单位。
2012年时，根据国家统计局网站数据，望洲办事处下辖6个行政村：枫树村、罗家湖村、棠叶湖村、东湖村、唐林村、白芷湖村。2018年时，望洲办事处已经被废除。其中，罗家湖村、东湖村、唐林村合并而成新的唐林村，归属祝丰镇。下辖7个村民小组，共635户2090人，耕地面积9526亩。